# Här vilar inga lessamheter
Här vilar inga lessamheter (originaltitel: Pack up Your Troubles) är en amerikansk komedifilm med Helan och Halvan från 1932 regisserad av George Marshall.

## Handling

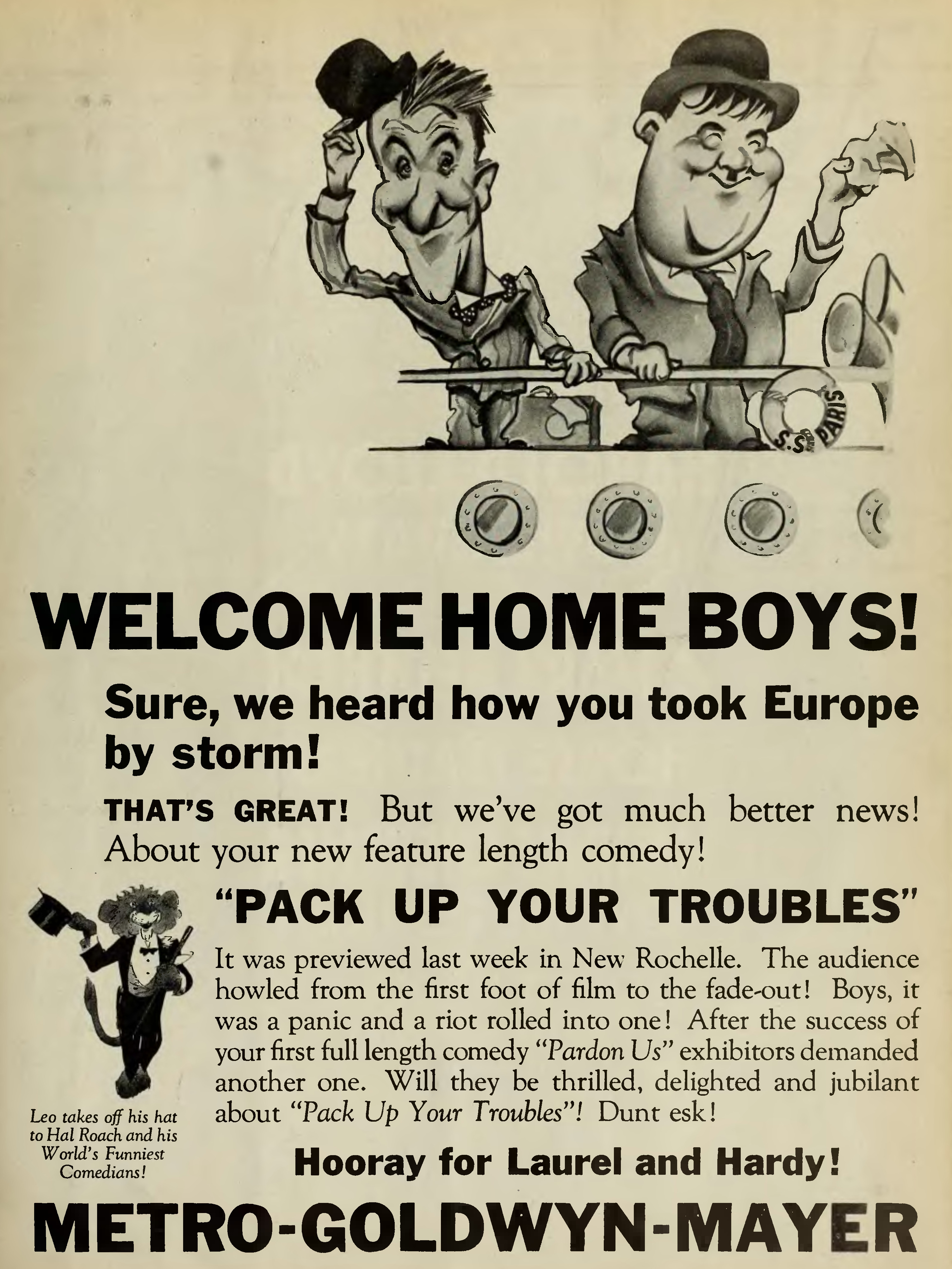
Reklambild för filmen

Första världskriget har brutit ut och Helan och Halvan tar mot deras vilja värvning i armén, där de blir vän med Eddie Smith vars fru har lämnat både honom och deras lilla dotter. Under kriget försvinner Eddie och blir förmodligen dödad.
När kriget är slut fritar Helan och Halvan den lilla flickan från hennes osympatiska fosterföräldrar, och det de ska göra nu är att överlämna flickan i säkerhet hos hennes farmor och farfar. Men det är inte lätt att leta reda på mr. Smith.

## Om filmen
I rollen som kocken Pierre var från början tänkt för en annan skådespelare, men när denne inte dök upp under inspelningsdagen fick filmens regissör George Marshall själv hoppa in i rollen.
Delar av filmens manus bygger på stumfilmerna Duck Soup, Slipping Wives och With Love and Hisses (alla tre från 1927) där Stan Laurel och Oliver Hardy även medverkar. I en tidig manusversion förekom en liknande pajkastning från Här skall fajtas (också från 1927). Denna scen ströks dock i den färdiga filmen.

### Svenska visningar
Filmen hade svensk biopremiär den 15 april 1933 på biografen Piccadilly i Stockholm.
Filmen har visats flera gånger i svensk TV; 1971, 1975 och 1984 i TV2 och 1993 i TV4, denna gång i en dator-kolorerad version.

## Rollista (i urval)
- Stan Laurel – Stan (Halvan)
- Oliver Hardy – Ollie (Helan)
- Don Dillaway – Eddie Smith
- Jacquie Lyn – dottern
- James Finlayson – generalen
- Billy Gilbert – Mr. Hathaway
- Richard Cramer – farbror Jack
- Charles B. Middleton – tjänsteman
- Frank Brownlee – sergeant
- Richard Tucker – Mr. Smith
- Grady Sutton – brudgummen Eddie
- Muriel Evans – bruden
- James C. Morton – polis
- Charley Rogers – betjänten Rogers
- Mary Carr – dam med brev
- Mary Gordon – mrs. Mactavish
- George Marshall – kocken Pierre
- Charlie Hall – vaktmästare
- Dorothy Layton – bröllopsgäst
- Chet Brandenburg – man på gatan
- Jack Hill – soldat[2]